# 4670 Yoshinogawa
4670 Yoshinogawa è un asteroide della fascia principale. Scoperto nel 1987, presenta un'orbita caratterizzata da un semiasse maggiore pari a 2,2405403 UA e da un'eccentricità di 0,0929747, inclinata di 5,02124° rispetto all'eclittica.